# Ehretia confinis
Ehretia confinis är en strävbladig växtart som beskrevs av Ivan Murray Johnston. Ehretia confinis ingår i släktet Ehretia och familjen strävbladiga växter. Inga underarter finns listade i Catalogue of Life.